# Mikaeridai
Koordinaten: 69° 2′ S, 40° 1′ O
Mikaeridai (von japanisch 見返り台 für Rückblickhöhe) ist eine verschneite Terrasse an der Kronprinz-Olav-Küste des ostantarktischen Königin-Maud-Lands.
Japanische Wissenschaftler benannten sie 1972.